# Curt Haase (Politiker)

Curt Haase, (vor) 1934

Max Curt Haase (* 31. Januar 1897 in Meißnisch-Pulsnitz; † nach 1944) war ein deutscher Politiker (NSDAP).

## Leben und Wirken
Haase war ein Sohn des Ernst Emil Haase und seiner Ehefrau Klara Emil Freudenberg. Nach dem Besuch der Volksschule wurde Haase zum Kaufmann ausgebildet. In den Jahren 1911 bis 1914 besuchte er ergänzend dazu die Handelsschule in Pulsnitz. Von 1915 bis 1918 nahm er als Kriegsfreiwilliger am Ersten Weltkrieg teil. Nach dem Krieg war er in verschiedenen Branchen in leitender Stellung tätig, so als Geschäftsführer eines Automobilreparaturbetriebes.
Zum 1. November 1930 trat Haase in die NSDAP ein (Mitgliedsnummer 340.272). 1931/1932 amtierte er als Kreisleiter im Kreis Meißen. In den Jahren 1932 und 1933 fungierte er zudem als Gaubeauftragter und Organisator des nationalsozialistischen Arbeitsdienstes in Sachsen. In der NSDAP übernahm er von 1932 bis 1937 Aufgaben als Gauredner.
Im Juli 1933 wurde Haase zum Staatskommissar für Arbeitsbeschaffung im Sächsischen Arbeits- und Wohlfahrtsministerium ernannt. Zeitgleich wurde er zum Leiter des 1. Vierjahresplans der NSDAP im Zuständigkeitsbereich der Gauleitung Sachsen berufen.
Im März 1935 erhielt Haase eine Anstellung als Sachbearbeiter im Sächsischen Ministerium für Wirtschaft und Arbeit. Ein Jahr später wurde er Sachbearbeiter bei der Sächsischen Hauptstadtvertretung in Berlin. 1937 übernahm Haase schließlich die Leitung der Ministerialabteilung Industrie im Sächsischen Ministerium für Wirtschaft und Arbeit. Im Dezember 1937 wurde er in dieser Eigenschaft in den Rang eines Regierungsrates erhoben.
Am 15. April 1933 erhielt Haase ein Mandat für den Sächsischen Landtag, dem er bis zur Auflösung dieser Körperschaft im Herbst desselben Jahres angehörte. Anschließend saß er von November 1933 bis zum Ende der NS-Herrschaft als Abgeordneter für den Wahlkreis 28 (Dresden-Bautzen) im nationalsozialistischen Reichstag.
Bei der Sächsischen Staatsbank wurde er 1942 zum Reichskommissar ernannt. Beim NSKK, dem er seit April 1933 angehörte, wurde er 1942 zum Oberstaffelführer befördert und Referent des Stabes der NSKK-Motorgruppe Sachsen.
Sein Verbleib seit der Schlussphase des Zweiten Weltkriegs ist unklar. Seine Geburts- und Heiratsurkunde enthalten keinen Verweis über seinen Tod.

## Ehe und Heirat
Am 24. Januar 1920 heiratete Haase in Dresden Anna Martha Polenk (* 10. November 1895 in Dresden). Aus der Ehe gingen vier Kinder hervor: Inge (* 23. April 1921), Heinz (* 30. Oktober 1922), Kurt (7. September 1936) und Helmut (* 11. Januar 1938).